# Dead Throne
Dead Throne è il quarto album in studio del gruppo musicale statunitense The Devil Wears Prada, pubblicato nel 2011.

## Tracce
1. Dead Throne – 2:45
2. Untidaled – 2:55
3. Mammoth – 2:43
4. Vengeance – 3:02
5. R.I.T. – 2:49
6. My Questions – 3:12
7. Kansas (strumentale) – 3:36
8. Born to Lose – 3:05
9. Forever Decay – 3:25
10. Chicago – 2:45
11. Constance (featuring Tim Lambesis degli As I Lay Dying) – 3:19
12. Pretenders – 3:28
13. Holdfast – 3:45

## Formazione
- Mike Hranica – voce
- Jeremy DePoyster – chitarra, voce
- Chris Rubey – chitarra
- James Baney – tastiere, sintetizzatore, piano
- Andy Trick – basso
- Daniel Williams – batteria